# Dariusz Krakowiak
Dariusz Krakowiak (ur. 31 stycznia 1963) – polski lekkoatleta, sprinter i skoczek w dal, mistrz i reprezentant Polski.

## Kariera sportowa
Był zawodnikiem Hutnika Kraków i od 1991 MLKS Krajna Sępolno Krajeńskie.
Na mistrzostwach Polski seniorów na otwartym stadionie zdobył złoty medal w skoku w dal w 1990 i brązowy medal w biegu na 100 metrów w 1989. W 1993 został halowym wicemistrzem Polski w skoku w dal.
Reprezentował Polskę na zawodach Finału B Pucharu Europy w 1991, w sztafecie 4 x 100 m, która zajęła 3. miejsce, z wynikiem 39,55).
Po zakończeniu kariery sportowej był trenerem, od 2001 wiceprezesem, od 2007 do 2010 prezesem Krajny Sępolno Krajeńskie.
Rekordy życiowe:
- 100 m: 10,49 (3.09.1989)
- 200 m: 21,49 (11.06.1989)
- skok w dal: 7,79 (14.07.1991)